# Madonna Fries
La Madonna Fries (o anche Madonna col Bambino e San Giovannino per il tema), è un dipinto a olio su tavola di Andrea del Sarto, databile al 1520-1521 circa. Oggi il dipinto fa parte della collezione dell'Ascott House nel Buckinghamshire (Regno Unito), gestita dalla National Trust.

## Storia

### Vicende storiche dai Fries ai Rothschild

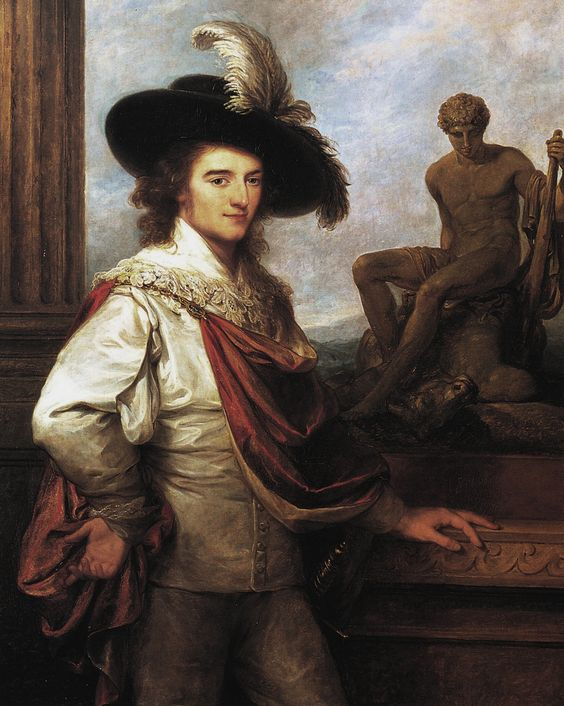
Ritratto del conte Josef von Fries con il Teseo sul Minotauro di Antonio Canova, opera di Angelica Kauffman, 1787

Si tratta di un'opera col tipico tema della Madonna col Bambino e san Giovannino ed è una delle tante Madonne attribuite a Andrea del Sarto e alla sua cerchia. Ma la sua storia è complessa e travagliata, così come non fu certa la sua autografia.
Il nome del dipinto, Madonna Fries, è successivo alla sua creazione e deriva dai suoi primi proprietari noti, i conti Josef von Fries (1765–88) e Moritz von Fries (1777–1826), figli del ricchissimo banchiere, commerciante e industriale Johann von Fries, conte dell'Impero (Reichsgraf). Infatti, della sua storia precedente all'acquisizione dei Conti Fries non si conosce praticamente nulla.
La notizia dell'entrata di un quadro del genere nelle collezioni Fries è anche riportata da Johann Wolfgang von Goethe, che il 16 luglio 1787 scrisse che:
(Goethe, 16 luglio 1787)
Quindi il dipinto dovette essere stato acquistato tra il 1785 e il 1787 dal conte Josef in Italia. Poco dopo, Josef, già ammalato in Italia, morì nel 1788 e il suo erede fu il fratello Moritz. Quest'ultimo insieme alla moglie Maria Theresia Josepha, nata Principessa Hohenlohe-Waldenburg-Schillingfürst, teneva un celebrato salotto intellettuale e mondano a Vienna, ma le sue enormi spese superavano le entrate e, tra il 1815 e il 1819, la banca familiare fu in perdita e in quell'ultimo anno morì anche la moglie. Così Moritz iniziò a vendere i suoi beni, come stampe, libri e anche quadri, ma comunque la banca fallì nel 1826 e lui stesso morì in quell'anno. Ciò che rimase delle sue collezioni venne venduto fino al 1828.

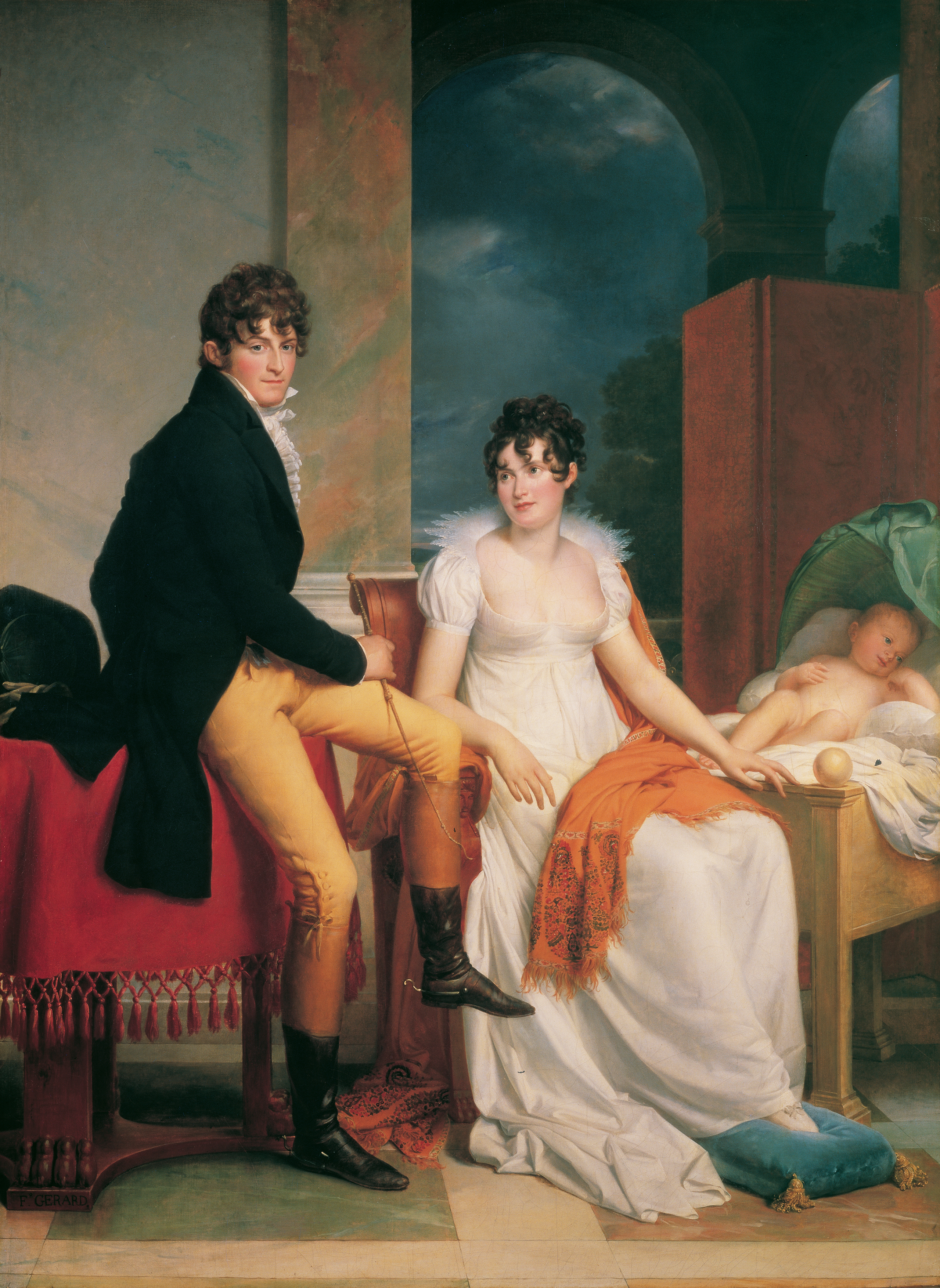
Ritratto del conte Moritz von Fries con la sua famiglia, opera di François Gérard, 1805 circa (Galleria del Belvedere, Vienna, Austria)

Ma in tutto ciò il dipinto di Andrea del Sarto venne già riconosciuto a Palazzo Fries da Friedrich Justin Bertuch nell'inverno tra il 1805 e il 1806 in un'immagine incisa da Raffaello Morghen; poi da Johann Pezzl, che lo cita brevemente insieme a una serie di altri dipinti nelle sue guide viennesi, tra il 1816 al 1823; ancora, tra il 1821 e il 1823 viene menzionato nella seconda sala del Palazzo Fries da F. H. Böckh e, nuovamente, viene citato brevemente da Johann Friedrich Rochlitz nel suo Briefe aus Wien vom Jahre del 1822, dove critica anche il travisamento che ne fece Morghen. Nel 1824 l'opera non figura nella lista dei quarantadue dipinti principali della collezione che il conte Moritz ricevette il permesso di esportare in quell'anno, episodio che suggerisce che a quella data il dipinto fosse già stato venduto.
Theodor von Frimmel nel suo Lexikon der Wiener Gemäldesammlungen (1913-1914|14) afferma categoricamente che il dipinto era passato nelle mani della famiglia Lind e che, al tempo in cui scriveva, apparteneva al Dott. Carl Lind, probabilmente dopo averlo visto appeso nella sua casa. Tuttavia, dalla descrizione che ne fa Frimmel e dal fatto che né lui né il proprietario credessero alla tradizionale attribuzione ad Andrea del Sarto, fanno pensare che si trattasse di una copia, forse derivante della perduta Madonna Barbadori.
Invece, nel 1826, Luigi Biadi cita il dipinto nel suo Notizie inedite della vita d'Andrea del Sarto, menzionandolo come parte della collezione di Lord Castlereagh a Londra. Quest'ultimo fu ambasciatore a Vienna dal 1814 al 1822 e non è improbabile ipotizzare che fu lui ad acquistare il dipinto dalla collezione Fries. Dopo il suicidio di Lord Castlereagh nel 1822, la sua eredità passò al fratellastro Charles William Stewart, III marchese di Londonderry. Ma su questa provenienza del quadro c'è ancora dell'anomalia. Infatti, è improbabile che il Biadi, stanziato a Firenze, sapesse di una vendita privata tra Lord Castlereagh e il conte Moritz, anche perché il primo non era noto come collezionista ed aveva lasciato Vienna almeno due anni prima la messa in vendita del dipinto, poiché ci sono varie fonti che testimoniano la presenza del dipinto nella collezione Fries nel 1822 e 1823, considerando anche che nel primo di questi anni il Lord si tolse la vita. Dunque, il Biadi dovette semplicemente aver annotato una voce che gli arrivò per sentito dire riguardo alla vendita del quadro al III Marchese di Londonderry, confondendolo con il suo più noto fratellastro, Lord Castlereagh. Sembrerebbe che il dipinto fu tra quelli della collezione Fries che passarono per il commercio d'arte della famiglia Artaria, con sede a Mannheim. Questo è possibilmente comprovato dal catalogo delle incisioni di Morghen redatto da Niccolò Palmerini nel 1824, in cui afferma che:
(Niccolò Palmerini, Opere d'Intaglio del Cav. Raffaelo Morghen, Firenze, 1824, La Madonna col Bambino, e S. Giovanni, And. del Sarto)

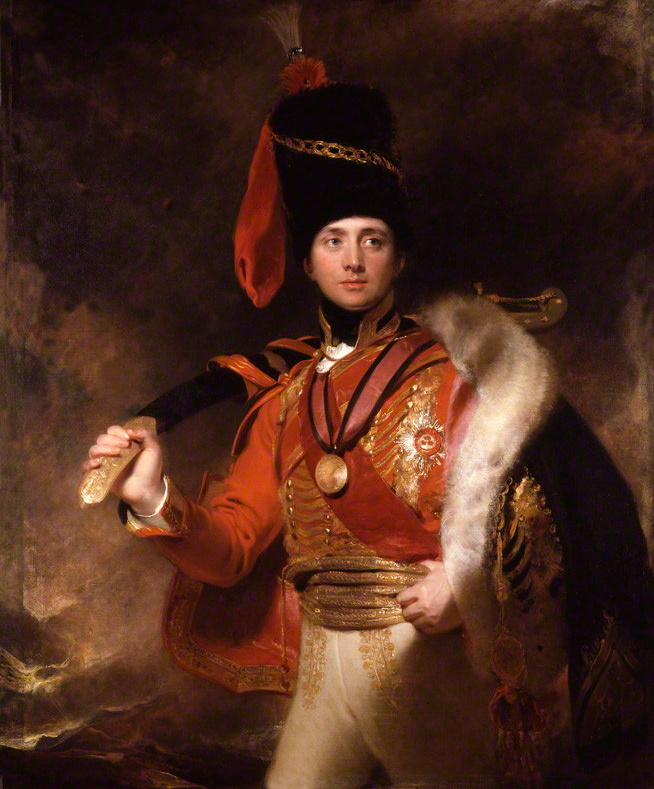
Ritratto del tenente generale l'on. sir Charles Stewart, K.B., in uniforme da ussaro, opera di Thomas Lawrence, 1812

Dunque il conte Mortiz potrebbe consegnato ad Artaria la piastra, che venne incisa privatamente per suo fratello Josef da Morghen a Roma, in modo che la società potesse farla stampare e usarla per gonfiare la vendita del quadro a Parigi, al tempo centro del mercato artistico europeo. Ma, nonostante ciò, la vendita sembra che non avvenne a Parigi ma a Londra, al III Marchese di Londonderry, che probabilmente fu acquistato insieme al Teseo sul Minotauro di Antonio Canova, anch'esso parte della collezione Fries, poiché quest'ultimo venne notato a Londonderry House da Johann David Passavant quando fece il suo tour delle collezioni inglesi nel 1831.
Successivamente, sembra che George Vane-Tempest, V marchese di Londonderry e figlio di Charles William, abbia venduto privatamente il dipinto al barone Lionel de Rothschild, in una data posteriore al 1854 e antecedente al 1870.

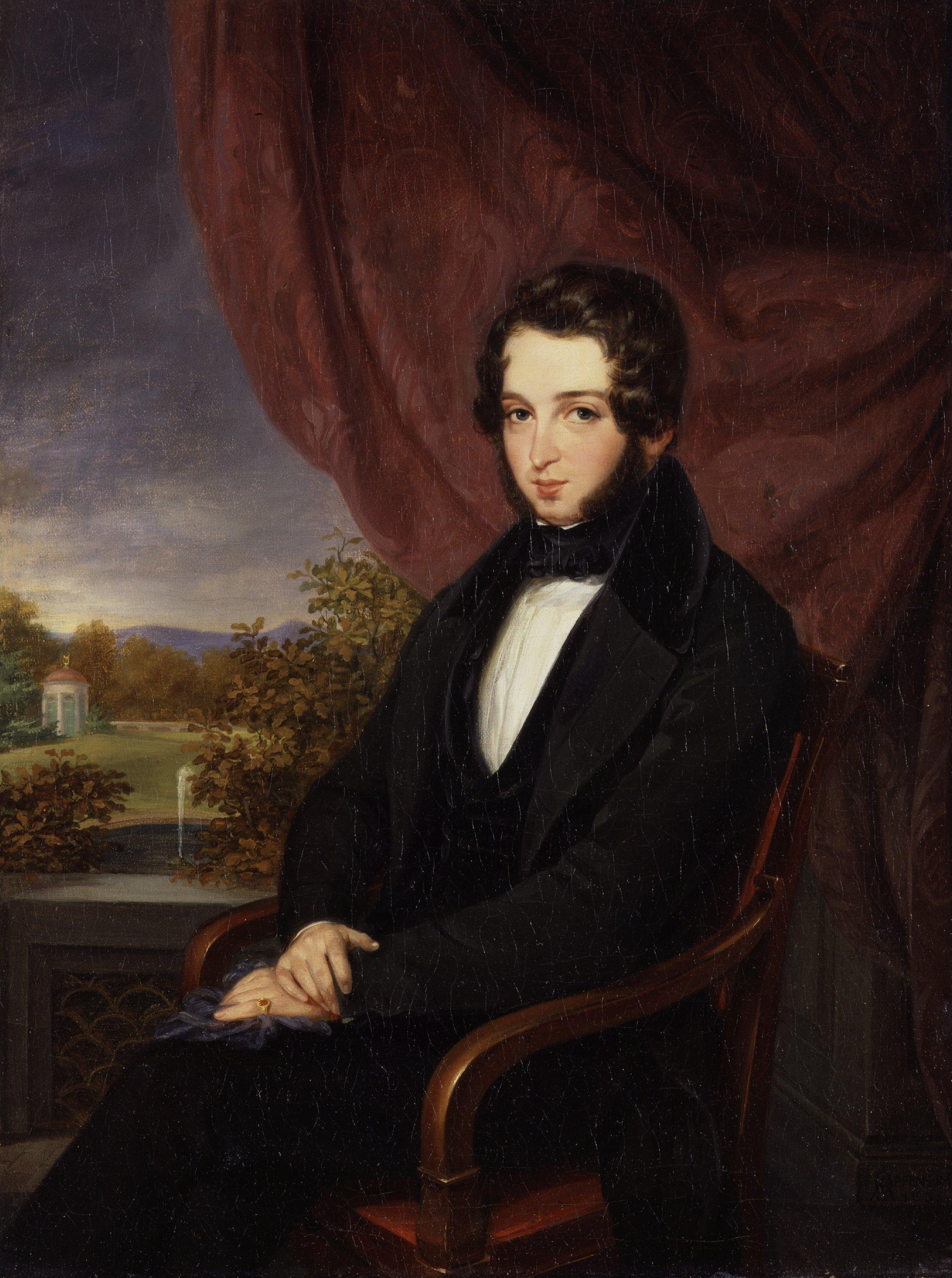
Ritratto di Lionel de Rothschild, opera di Moritz Daniel Oppenheim, 1835

Il dipinto rimase nella collezione Rothschild e, per discesa, giunse nelle mani di Anthony de Rothschild (1887–1961), che nel 1949 donò la sua casa, Ascott House, i giardini e la maggior parte della sua collezione all'organizzazione della National Trust for Places of Historic Interest or Natural Beauty.

### Attribuzione e datazione
In passato non c'era un vero e proprio consenso che riconosceva l'opera come autografa di Andrea del Sarto. Tra coloro che videro il dipinto in prima persona ci furono ad esempio H. Guinness, che nel 1899 lo riconobbe come autografo e lo datò al 1517-1518|18. Di opposta visione a Guinness ci fu successivamente Sydney Joseph Freedberg, che nel 1963 considerò il dipinto una copia, datando il presunto originale perduto al 1520 circa, inquadrando la sua realizzazione tra la Carità del Louvre (1518) e la perduta Madonna di Porta a Pinti (1521). Ancora, John Shearman nel 1965 lo attribuì al Sarto e lo datò al 1521 circa, più o meno nello stesso periodo dell'affresco del Tributo a Cesare (1521) nella Villa medicea di Poggio a Caiano, sempre per analogia con la Madonna di Porta a Pinti ma anche per analogia al Compianto sul Cristo morto (c. 1519-1520) al Kunsthistorisches Museum di Vienna. Altri ad accettare l'attribuzione al Sarto furono Antonio Natali, Alessandro Cecchi e Bernard Berenson.
A seguito del restauro e della pulizia del quadro per mano di John Brealey nel 1969 sono stati individuati e rivelati dei pentimenti significativi nella gamba e nel viso del Bambino, che hanno confermato l'attribuzione ad Andrea del Sarto. Infatti solo un'opera originale presenta pentimenti, mai le copie, sebbene non tutti gli originali ne presentino.
I forti dubbi attributivi e le varie teorie contrastanti, come raramente sono successi per un dipinto del Sarto, sono probabilmente dovuti sia alla particolarità della composizione e sia al fatto che il dipinto sia pressoché sconosciuto, poiché è stato nascosto a lungo in una collezione di campagna e non è mai stato esposto in un contesto definito (né esposto affatto dal 1955).
Nel 1955 Ellis Waterhouse e Kenneth Garlick scrissero in The Italian exhibition at Birmingham sul The Burlington Magazine che questo dipinto fosse "una delle principali opere italiane meno conosciute in Inghilterra" e "il dipinto più importante nella mostra e l'unico dipinto in questo paese [Regno Unito] che dà una reale indicazione dei poteri di Andrea del Sarto, al di fuori della National Gallery e della Wallace Collection".

## Descrizione
L'opera è un dipinto a olio su tavola che misura 101,6 cm in altezza e 74,9 cm in lunghezza.
Il tema è molto tradizionale, ovvero una Madonna col Bambino e san Giovannino, ma in questo dipinto la resa è molto particolare per via del movimento dato alle figure e ai loro sguardi.
La scena si svolge in un'ambientazione caratterizzata da un'alta duna giallognola, leggermente marroncina sulla cima e con poca vegetazione, arbusti e alberi spogli, sul lato sinistro della cima stessa. Ai piedi di questa duna si trovano in primo piano la Madonna e i bambini Gesù e Giovannino.
La composizione ha una struttura piramidale spostata verso il lato destro del dipinto, con l'apice sul capo della Madonna. Le teste delle tre figure (tutte coronate da un'aureola) formano una specie di scaletta, con la più bassa che è quella di Giovannino, quella intermedia che è quella di Gesù e quella più alta che è quella della Madonna.
Da sinistra a destra la prima figura è quella di Giovannino, che è raffigurato in posizione frontale e con lo sguardo rivolto verso la sinistra del dipinto. Il bambino è vestito con un abito marroncino, al quale è sovrapposto un mantello rosso acceso, e ha i capelli ricci, castani e disordinati. Il bambino ha le braccia incrociate sul petto e nella mano destra scringe una croce fatta con due pezzi di canna.
Poi in posizione assolutamente centrale vi è il bambin Gesù, che è posizionato di tre quarti e visto per lo più di schiena, seduto a cavalcioni sulla gamba sinistra della madre, la Madonna, dandole le spalle. Il bambino è completamente nudo e infatti nessun telo compre le sue nudità. Ha i capelli ricci, biondi e disordinati.
Infine in una posizione meno centrale e più verso destra c'è la figura della Madonna. La donna è vestita con un lungo abito rosa e ha un mantello bianco sulle spalle e che gira anche sotto al collo e che tiene stretto nella mano sinistra per un lembo. A completare l'abbigliamento c'è una cuffia rossa marrone, nella quale sono raccolti i capelli castani e che per un lembo ricade dietro la nuca della Madonna. Dietro la Madonna, nell'angolo sud-orientale, è visibile una porzione di un altro mantello blu.
Sia il Gesù bambino e sia la Madonna hanno lo sguardo rivolto verso il lato destro del dipinto, come se fossero stati distratti dall'arrivo di qualcuno, addirittura preoccupati.
Secondo John Shearman, l'opera appartiene a un momento di transizione e assimilazione nella carriera di Andrea del Sarto, a seguito del suo ritorno dalla Francia e a quello che è stato definito da Shearman "il maggiore evento nella pittura dell'Italia centrale negli anni 1520, ovvero il riavvicinamento tra le scuole di Roma e Firenze", prima dell'ascesa nel panorama fiorentino del Manierismo, soprattutto sotto le influenze dei lavori di Michelangelo Buonarroti nella Cappella Sistina.